# Canè
Canè is een plaats (frazione) in de Italiaanse gemeente Vione.